# Parsigecko ziaiei
Parsigecko ziaiei is een hagedis die behoort tot de gekko's (Gekkota) en de familie Gekkonidae.

## Naam en indeling
De wetenschappelijke naam van de soort werd voor het eerst voorgesteld door Barbod Safaei-Mahroo, Hanyeh Ghaffari en Steven C. Anderson in 2016. Ook het geslacht Parsigecko werd beschreven door Safaei-Mahroo, Ghaffari en Anderson in 2016.
De geslachtsnaam Parsigecko betekent vrij vertaald 'gekko van Pars'; Pars is een oude naam voor Iran. De soortaanduiding ziaiei is een eerbetoon aan de Iraanse ecoloog Hooshang Ziaie.

## Verspreiding en habitat
De soort komt voor in delen van het Midden-Oosten en leeft endemisch in Iran, en alleen in de provincie Hormozgan.